# Aveiro (Pará)
Aveiro – miasto i gmina w Brazylii, w stanie Pará. Znajduje się w mezoregionie Sudoeste Paraense i mikroregionie Itaituba.
Integralną częścią miasteczka było zbudowane około 1927 przez Henry Forda osiedle Fordlandia, obecnie niezamieszkane.